# Казнево
Казнево — село в Меленковском районе Владимирской области России, входит в состав Ляховского сельского поселения.

## География
Село расположено близ берега Оки в 4 км на юг от центра поселения села Ляхи и в 23 км на юго-восток от райцентра города Меленки.

## История
Первые документальные сведения о Казневе находятся в писцовых книгах 1628-30 годов. По этим книгам Казнево значится за муромцами братьями Иваном и Василием Петровичами Власьевыми, в селе тогда была церковь во имя Николая Чудотворца, построенная вотчинниками. Также церковь Николая Чудотворца значится по окладным книгам Рязанской епархии за 1676 год. Из храмозданной грамоты, данной в 1748 году архиепископом Рязанским и Муромским Алексием (Титовым), видно, что в это время в Казневе была деревянная церковь в честь Казанской иконы Пресвятой Богородицы. Из подписи на Цветной триоде, сделанной в 1766 году видно, что в то время в Казневе была деревянная церковь во имя Пресвятой Троицы, которая сохранялась до конца XIX столетия. В 1893 году приход состоял их села Казнева и деревни Урюсево, в которых по клировым ведомостям числилось 573 мужчины и 584 женщины. В Казневе имелась церковно-приходская школа; учащихся в 1896 году было 11.
В конце XIX — начале XX века село входило в состав Ляховской волости Меленковского уезда.
С 1929 года село являлось центром Казневского сельсовета в составе Ляховского района. С 1963 года — в составе Ляховского сельсовета Меленковского района Владимирской области.

## Население
| 1859 | 1897 | 1905 | 1926 | 2002 | 2010 | 2021 |
| ---- | ---- | ---- | ---- | ---- | ---- | ---- |
| 354  | ↗516 | ↗584 | ↗768 | ↘58  | ↘47  | ↗51  |